# 김천고등학교
김천고등학교(金泉高等學校)는 대한민국 경상북도 김천시 부곡동에 있는 전국단위 자율형 사립 고등학교이다.

## 학교 연혁
- 1931년 2월 5일 : 재단법인 송설당 교육재단 인가 (설립자 최송설당 여사)
- 1931년 3월 30일 : 초대 안일영 교장 취임
- 1931년 5월 9일 : 김천고등보통학교 개교(5학급)
- 1938년 4월 1일 : 김천중학교로 개칭(6년제)
- 1943년 4월 1일 : 공립 김천중학교로 전환
- 1951년 9월 1일 : 3년제 중학교(24학급)로 개편
- 1951년 9월 22일 : 사립 김천고등학교 설립 인가(6학급)
- 1953년 2월 18일 : 공립 김천중학교 사립으로 전환
- 1957년 4월 1일 : 김천중·고등학교 병합 운영
- 1979년 11월 1일 : 고등학교 신관 3층(18교실) 준공
- 1981년 5월 9일 : 중·고 분리 운영
- 1983년 1월 4일 : 고등학교 30학급 인가
- 1990년 9월 1일 : 청운료(기숙사) 준공(42실 168명)
- 2000년 6월 20일 : 청운료 기숙사 별관 완공(24실 92명)
- 2004년 12월 23일 : 세심관 준공
- 2009년 7월 15일 : 자율형사립고 지정
- 2010년 9월 28일 : 예지관(선진형 교과교실) 준공(20실규모)
- 2011년 12월 30일 : 백운관 기숙사 준공(54실 216명), 백운관 증축(21실 84명)
- 2017년 10월 16일 : 송림관 준공(47실 188명)
- 2021년 12월 1일 : 제7대 김상근 재단이사장 취임
- 2023년 1월 30일 : 송담관(다목적 강당) 준공
- 2024년 3월 1일 : 2024학년도 송설 제91회 입학식(253명)
- 2024년 9월 1일 : 제17대 박윤상 교장 취임

## 갤러리

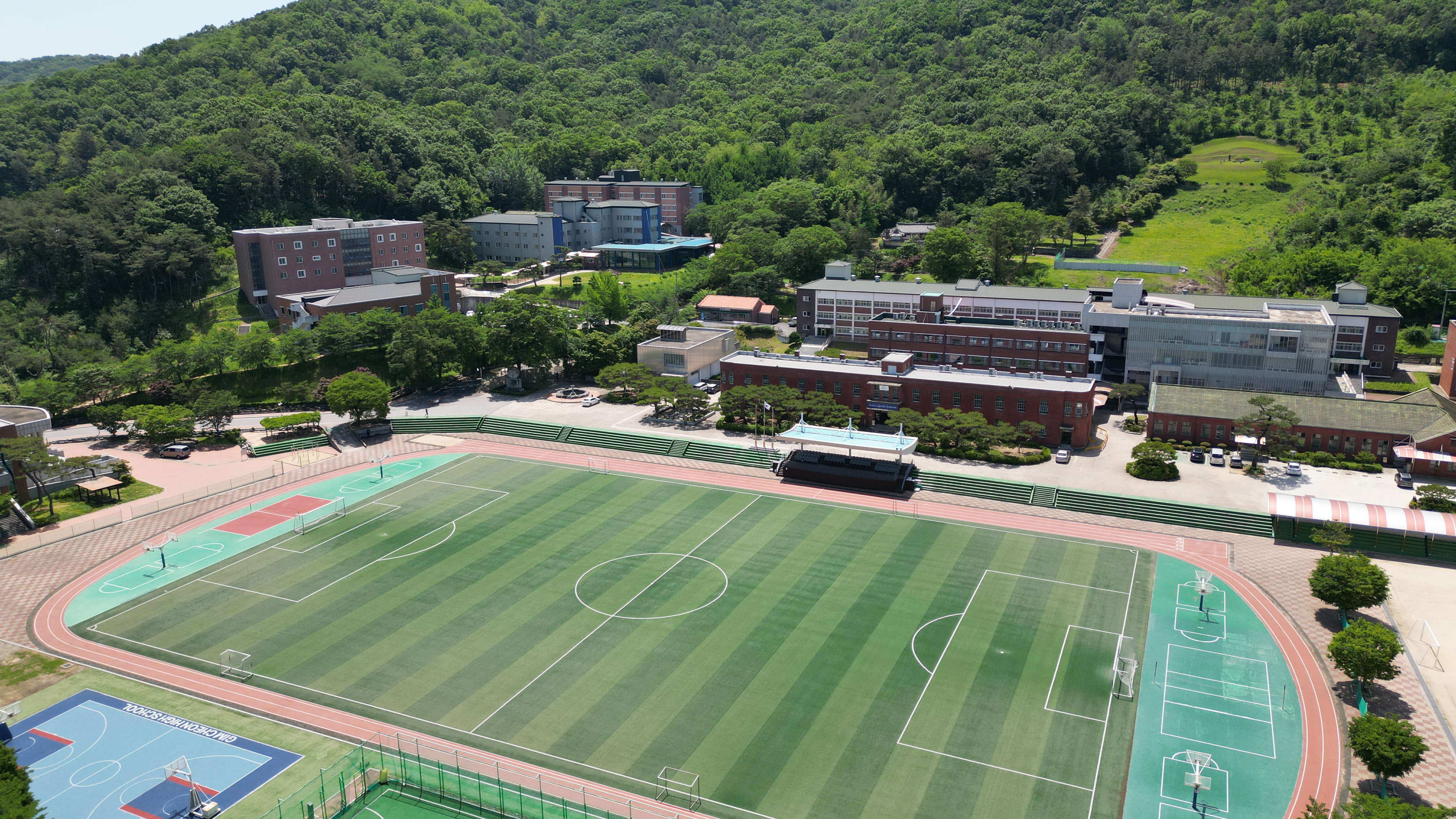
김천고등학교 전경
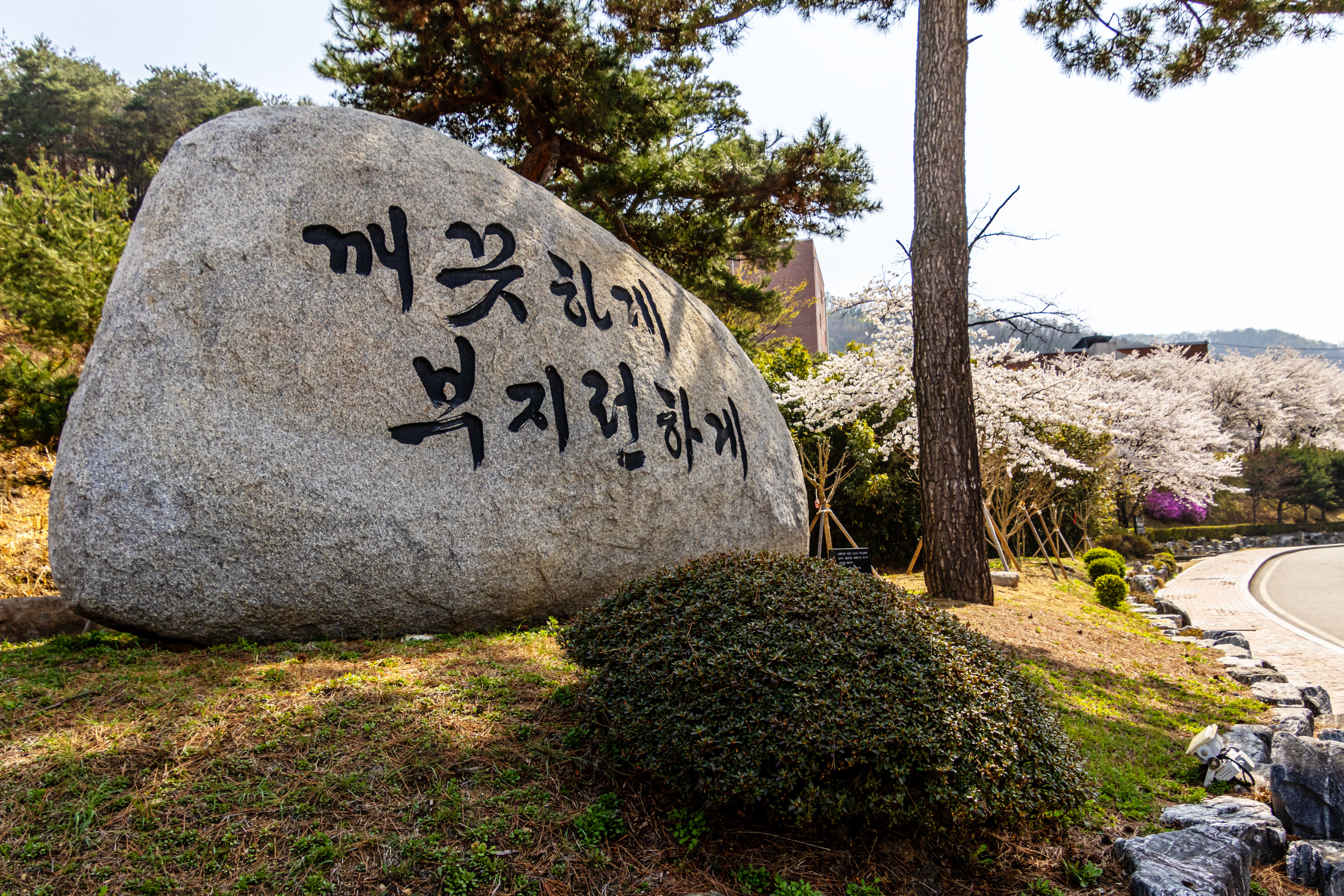
김천고등학교 교훈
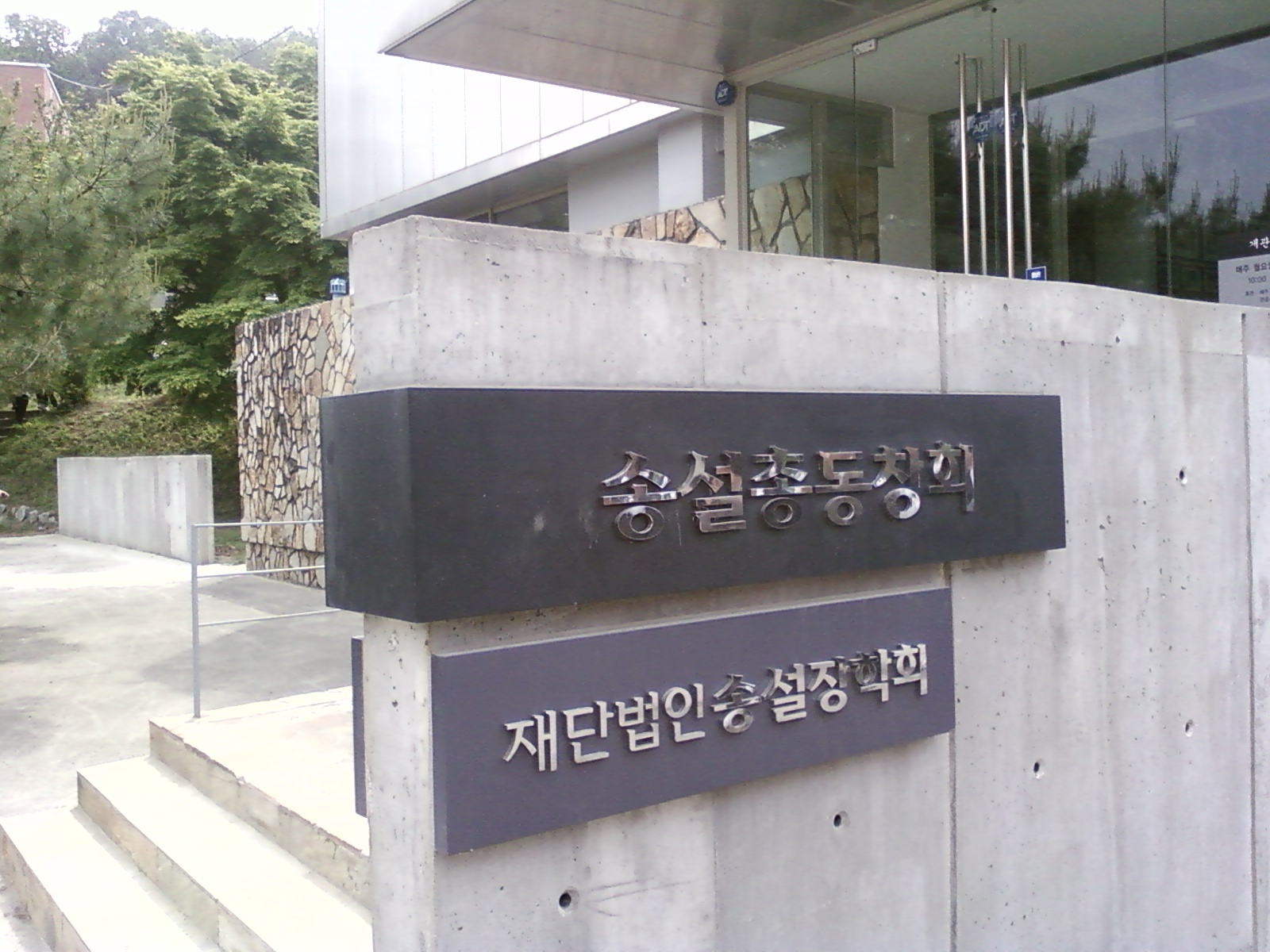
송설역사관
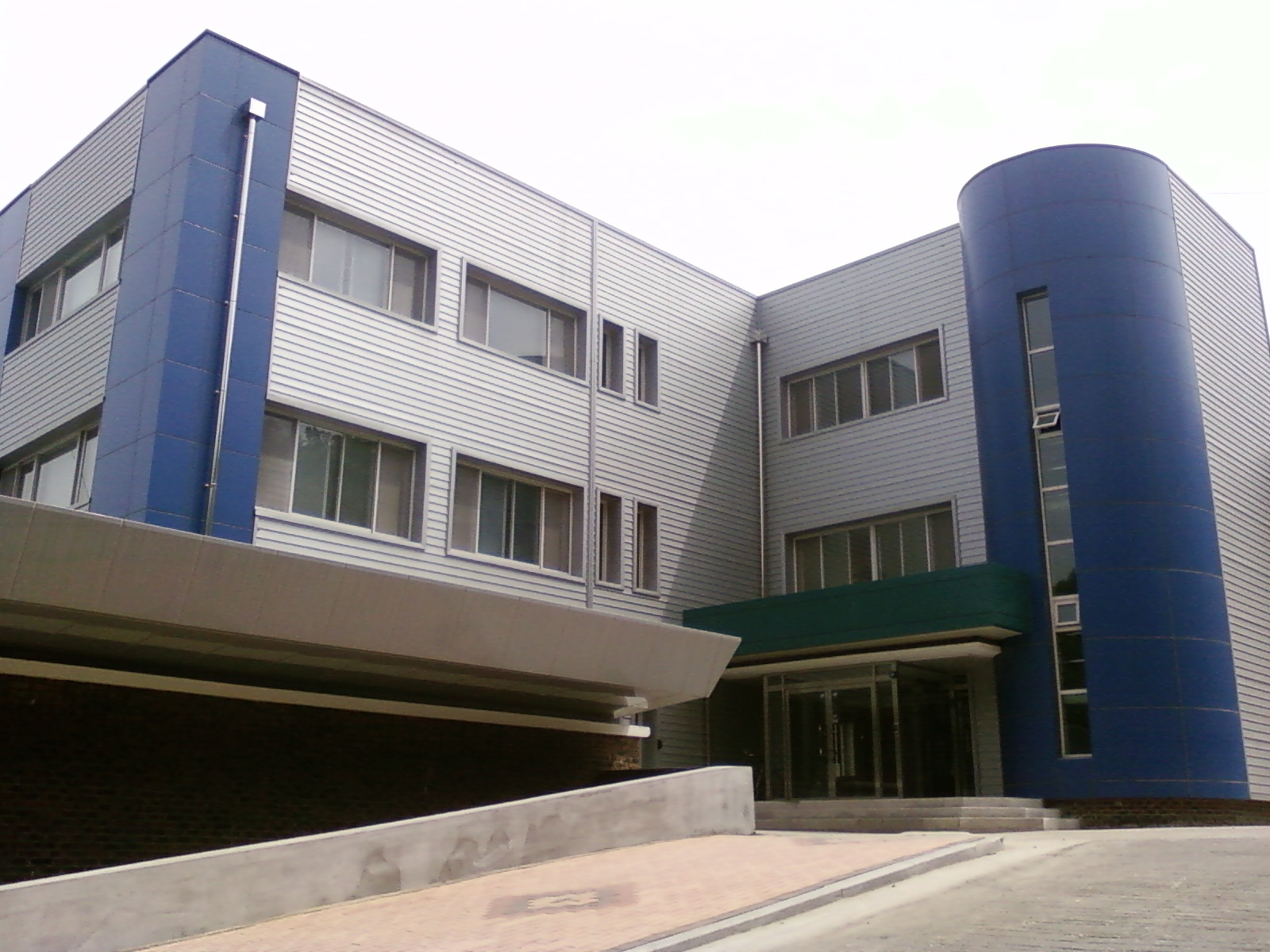
청운료 A동 (기숙사)
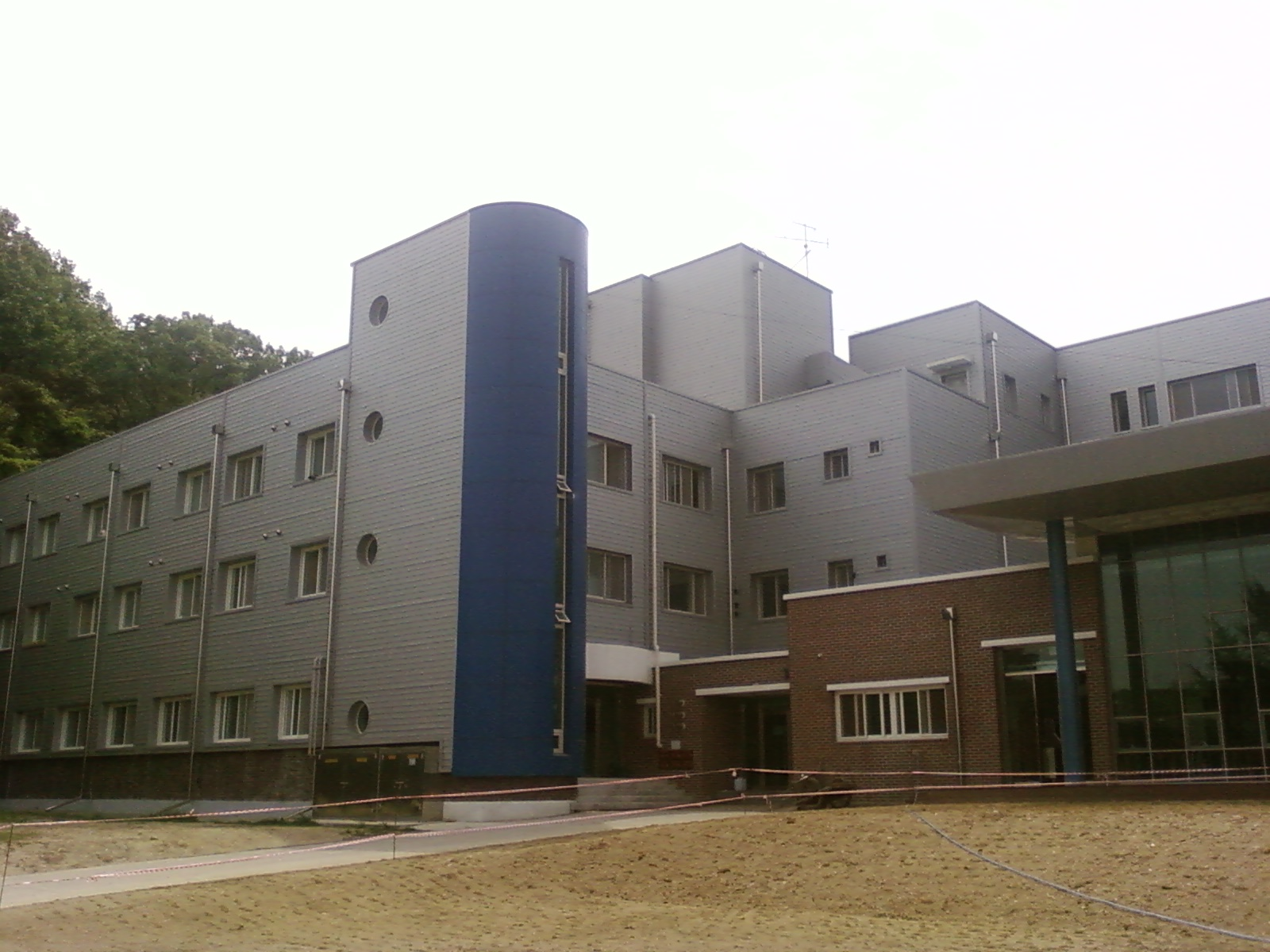
청운료 B동 (기숙사)
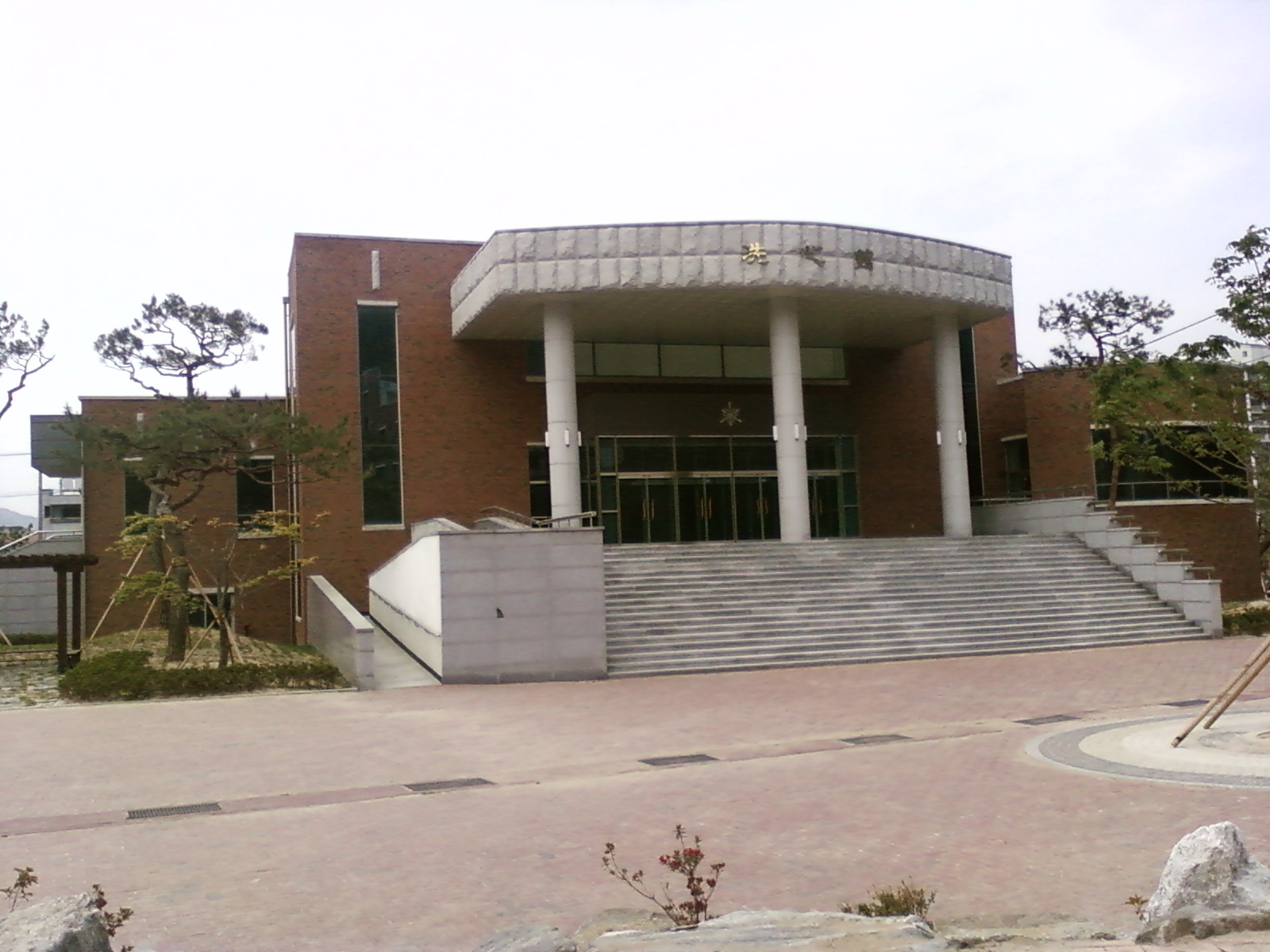
세심관
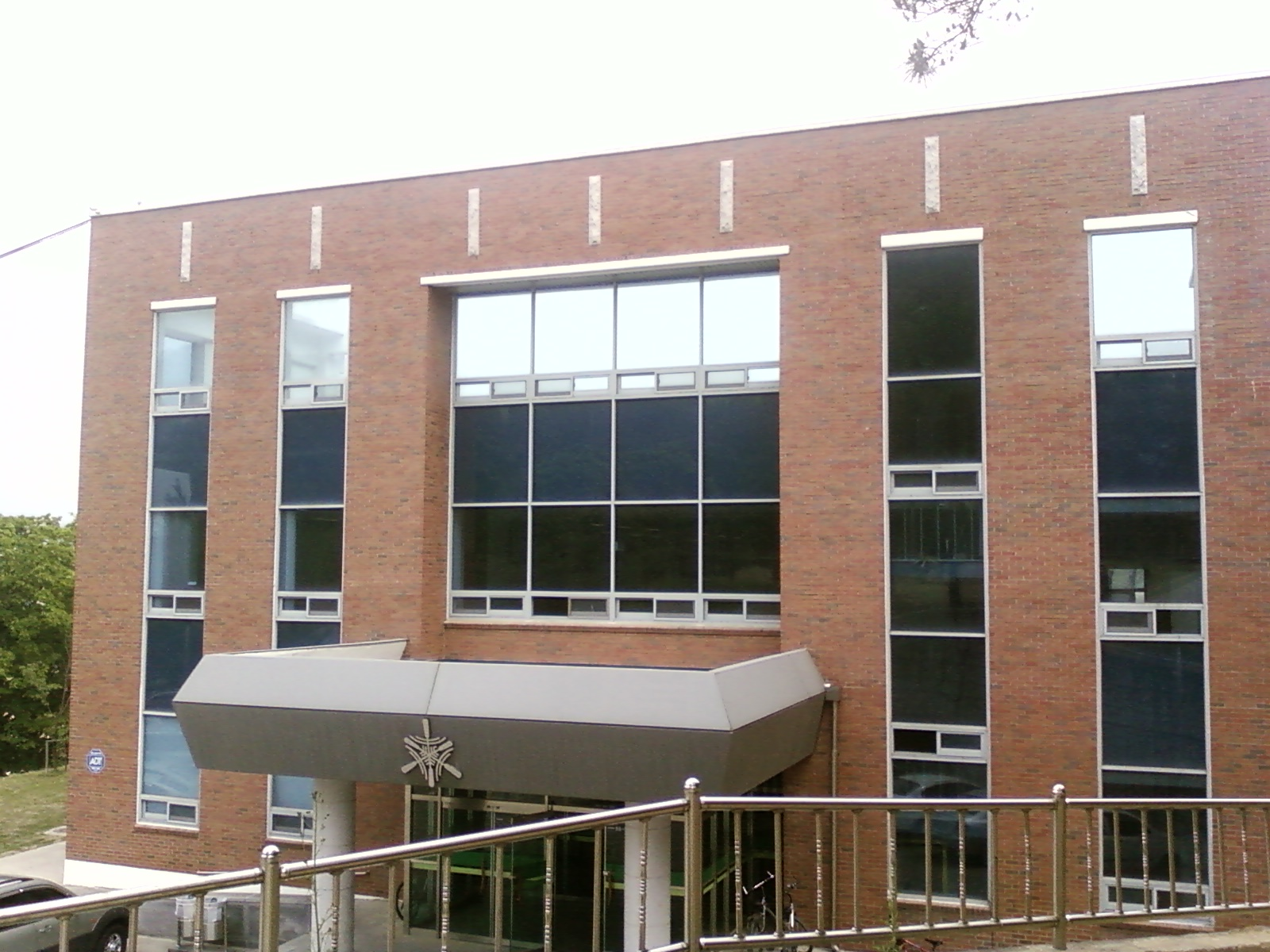
송설도서관
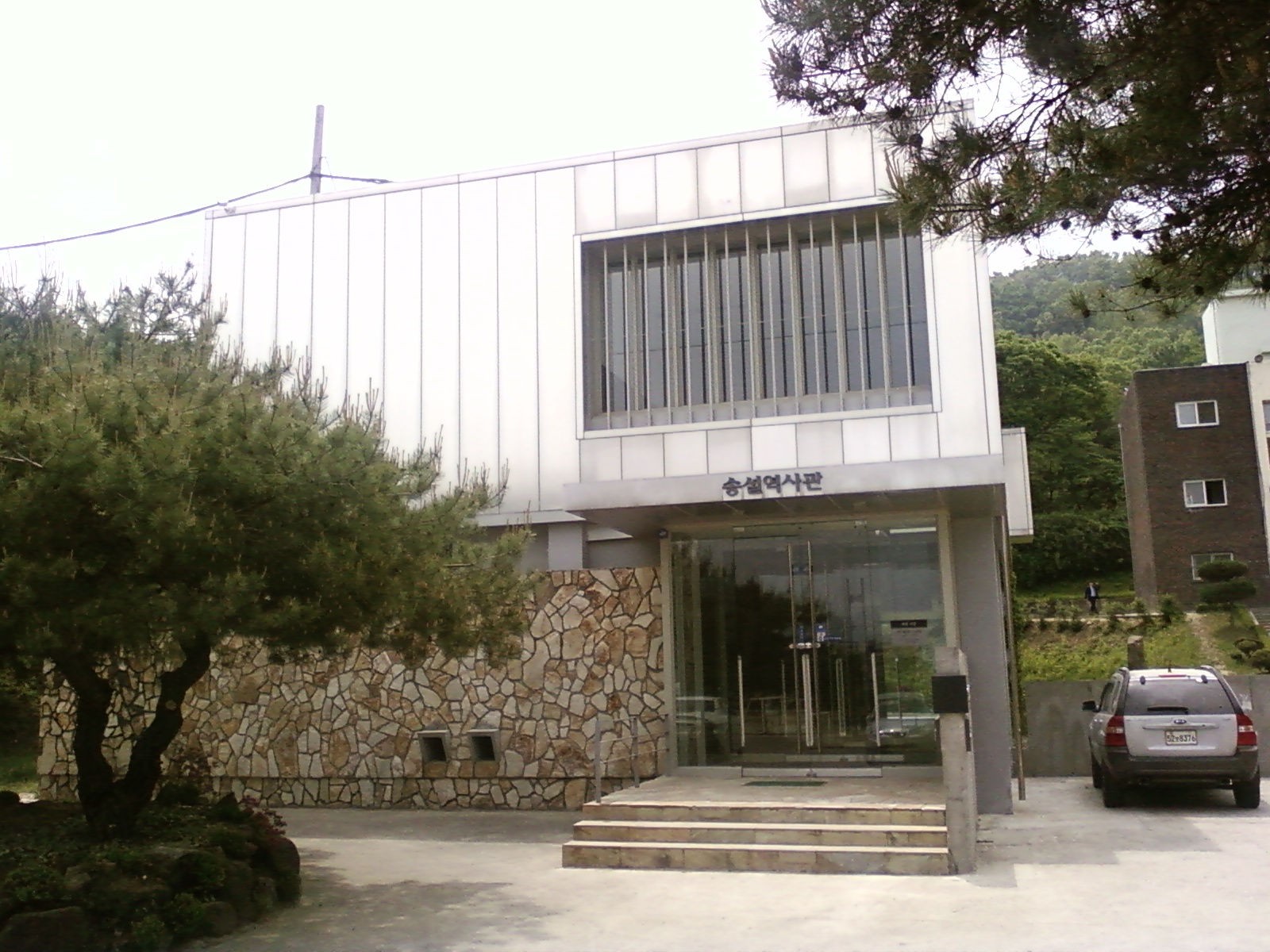
송설역사관
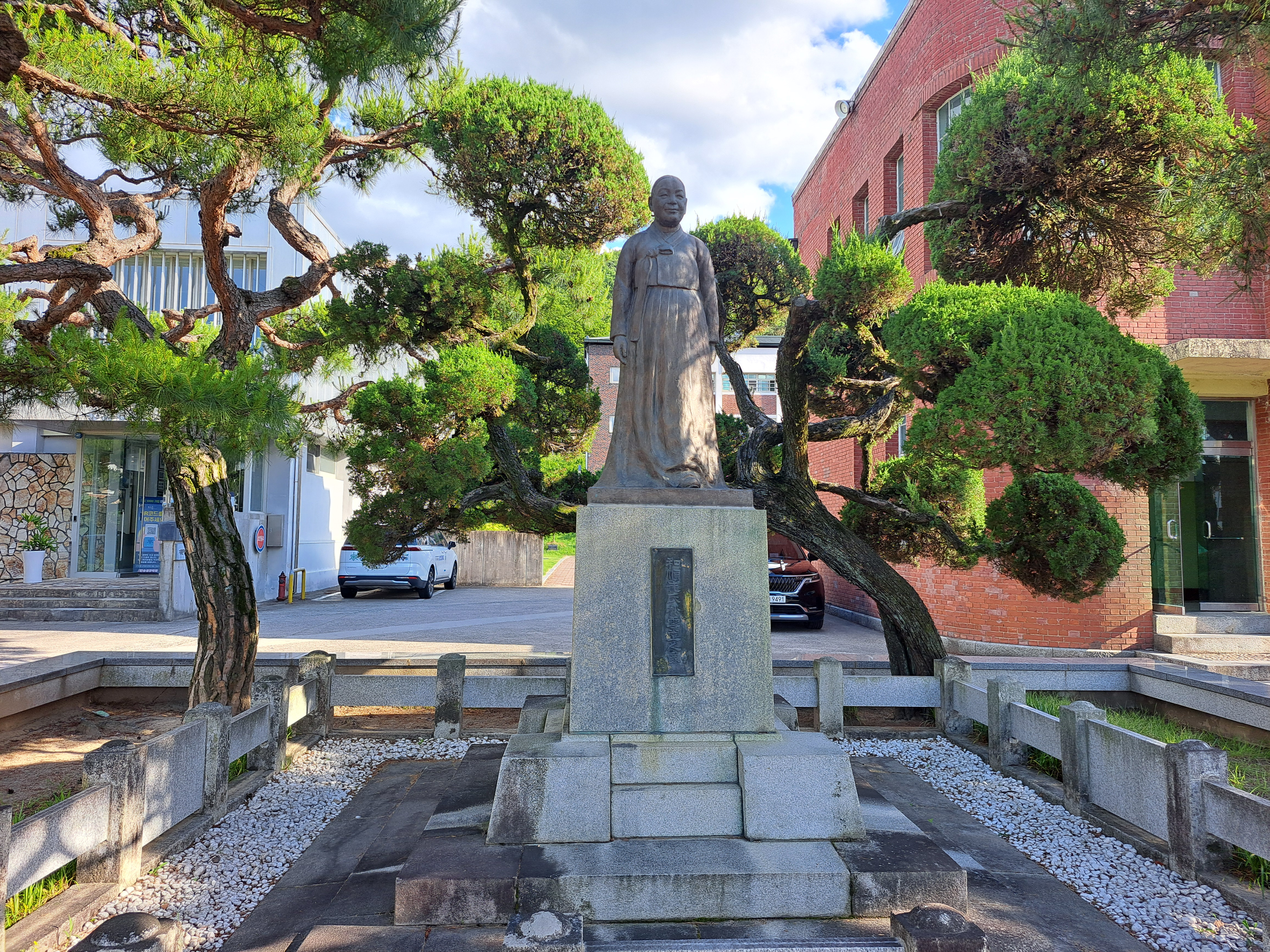
설립자 최송설당 동상

## 참고 자료
- 김천고등학교 - 한국교육학술정보원 학교알리미